# 徒手捕捞

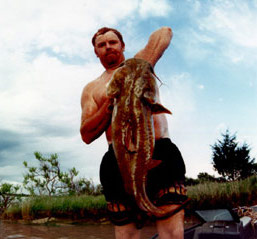
徒手捉鲶鱼

徒手捕捞（hand-gathering）是指不借助任何专用渔具（钓竿、渔网、鱼笼等）而是直接用手抓捕和收集各种水生动物（包括鱼类、虾类、蟹类、龙虾、贝类、棘皮类等等）和水生植物（比如海藻）的行为。徒手捕捞通常在水深较浅的淡水水体（比如溪流、池塘或者河流边缘）以及湖泊或海洋沿岸的潮间带进行。
徒手捕捞是人类最古老的渔业方式，技术门槛较低。早期人类的捕捞行为主要针对的对象是贝类，最早的化石证据来自于30万年前法国尼斯附近的“挚爱之地”（Terra Amata）遗址。至今，很大一部分针对贝类的徒手捕捞依赖自由潜水，但现代因为可能使用不直接参与捕捞的辅助器材（比如潜水器材）也可能有一定的运作成本。

## 种类
- “抽面条”（noodling）：主要在美国南部抓捕鲶鱼（特别是铲𫚔）的一种方式，捕鱼者将手伸到鲶鱼洞口内，鲶鱼会出于觅食的本能而将捕鱼者的手吞入，然后就可以将鱼直接拽出。这种捕捞法有一些风险，因为有些鲶鱼有牙齿会咬伤手臂皮肤[2]，而且栖息在鲶鱼洞内的可能会是咬合力和危险性更高的其它动物，比如短吻鳄、蛇、河狸、麝鼠、鳄龟等；
- 挠鳟鱼（trout tickling）：在英伦三岛对徒手抓鳟鱼的俗称，在莎士比亚的话剧《第十二夜》中也描写过[3]，据说用手指轻柔鳟鱼腹部一分钟以后会使得鳟鱼被催眠，然后就可以轻易捕捉[4]；
- 砸鳟鱼（trout binning）：用大锤敲击溪流底部的岩石，产生冲击波震晕鳟鱼后徒手捕捞[5]；
- 踩鲽鱼（flounder tramping）：苏格兰西北地区的一种捕鱼方式，捕鱼者站在水中用脚压踩水底的比目鱼，踩晕后徒手捕捞；
- 捞珍珠（pearling）：用自由潜水的方式捕捞珍珠贝，最深可以潜到30（98英尺）[6]。现今还包括捕捞水底的龙虾和鲍鱼；
- 抓螃蟹（crabbing）：徒手抓捕上岸或在浅水区的蟹类；
- 挖贝壳（clam digging）：在沙滩上将埋住的贝类挖出。

## 额外阅读
- Claassen, C. 1998. Shells. Cambridge University Press (Cambridge Manuals in Archaeology Series)
- Reaske, Christopher R (1986)Complete Clammer: Clams, Mussels, Oysters, Scallops - An Enthusiast's Guide to Gathering and Preparation. Lyons Books. ISBN 978-0-941130-11-0
- Schiffer (ed.) Advances in Archaeological Method and Theory 10. New York: Academic Press.
- Szabo, Katherine Prehistoric Shellfish gathering. （页面存档备份，存于）
- Waselkov, G.A. 1987. Shellfish Gathering and Shell Midden Archaeology. In M.J.